# 銅藻
銅藻（學名：Sargassum horneri）又稱柱囊马尾藻、草茜、竹茜菜，是一種分布在日本、韓國及中國北方海域，常形成海藻林的常見溫帶馬尾藻，可在每年的冬末、春初大量繁殖，每天可以長約一公尺，最長可達十公尺。台灣北部海岸春天常有銅藻從溫帶海域漂來，堆積在岸邊和海灣，2013年因海水溫度較低，有較多銅藻能成功漂至台灣，使銅藻量較往年為多，各風景區皆發起淨灘活動將大量銅藻撈起焚毀，但如此大量的銅藻其實可作為堆肥或季節性食材，甚至發展成為生質酒精的原料。

## 分類
銅藻原本和費氏馬尾藻（Sargassum filicinum）分為不同種，但日本一項以粒線體基因cox3作出的親緣分析顯示西日本的銅藻與費氏馬尾藻的親緣比和太平洋中部、北部的銅藻親緣更接近，此實驗結果表示費氏馬尾藻應歸屬銅藻下的一個支序，兩物種現在已被合併成同種。

## 型態
未成熟的銅藻呈扁平、對稱，葉身似蕨類且頂端凹陷。成熟後呈之字型零散的分枝，並發育出圓柱型氣囊，高度可長至20英尺，並可以形成一片難以穿透的濃密藻林。銅藻生長快速，生活史短於一年，甚至在一個季節中都可能出現重疊的世代。通常在早秋出現，在冬天大量繁殖並在晚春全部消失。對水溫及光線的需求範圍廣泛，這些條件使其成為一種易傳播的入侵種。
當銅藻死亡時，常被矽藻或無脊椎動物包覆，整株的矽藻可能會解體，並有許多碎片漂走。研究顯示在加州許多海岸銅藻的漂流碎片量僅次於當地原生的巨藻，且這些碎片還可能包含繁殖構造並拓展新的族群，這種傳播方式看似有效率，但有對亞洲海岸的銅藻族群研究顯示被隔離的各族群間基因交流很少，所以漂浮傳播不是一個非常成功的拓殖方法，像瓜達盧普島等較遠島嶼的銅藻族群應是由船隻帶去的。

## 分布
銅藻主要分布在中國北方的溫帶海域，但分佈區南可至香港。2003年也在美國加州被發現，由DNA分析顯示其是由來自瀬戸内海的商業船舶帶來的。2006年4月，聖卡塔利娜島的幾處海灣也發現了銅藻的族群，推測是由本土的商業或休閒用船隻傳播而來，短短數年中這種外來種馬尾藻就遍佈了該島的背風岸。安那卡帕島、聖克利門蒂島、聖地牙哥海岸線乃至較北方的瓜達盧普島都有報導指稱有銅藻分布。

## 應用
銅藻在繁殖期數量繁多且繁殖迅速，有潛力做為生質酒精的原料。另外銅藻富含多醣，其藻膠抽取出來後可作為抗癌食品。

## 外部連結
- 國立台灣博物館植物標本館 銅藻 （页面存档备份，存于）